# NGC 5175
NGC 5175 је појединачна звезда у сазвежђу Девица која се налази на NGC листи објеката дубоког неба.
Деклинација објекта је + 10° 59' 44" а ректасцензија 13h 29m 26,3s. Привидна величина (магнитуда) објекта NGC 5175 износи 12,5 а фотографска магнитуда 14,4. NGC 5175 је још познат и под ознакама * sup on N 5174.